# Матутес, Абель
Абель Матутес (исп. Abel Matutes Juan; род. 31 октября 1941, Ивиса) — испанский политик, занимавший пост министра иностранных дел Испании в 1996—2000 годах.

## Биография
Матутес родился на Ибице 31 октября 1941 года. В 1970—1971 годах был мэром города Ибица, во время диктатуры Франко. В 1977—1982 годах он был членом Сената Испании от Ибицы и Форментеры, а затем до 1985 года — депутатом парламента. В 1986 году, после вступления Испании в ЕС, стал еврокомиссаром, отвечая за малые и средние предприятия, кредиты и инвестиции, финансовые инструменты в Комиссии Делора I. В 1989 году стал отвечать за средиземноморскую и латиноамериканскую политику в Комиссии Делора II. В 1993 году он вновь сменил портфель и стал комиссаром по энергетике, Евратому и транспорту, передав его в 1994 году Марселино Орехе. С 1996 по 2000 год занимал пост министра иностранных дел Испании. Также был вице-президентом ассоциации работодателей туристической отрасли на Ибице.
С 1994 года он был членом Европейского парламента и представителем Народной партии в Европейском парламенте. Являлся председателем-основателем балеарской партии «Unió Liberal». Также был заместителем председателя партии Alianza Popular, а в настоящее время является членом Исполнительного комитета Народной партии.
Женат, отец четверых детей. Имеет степень в области права и экономики, преподавал государственные финансы, также является членом Академии экономики и финансов. Почётный профессор Университета Сантьяго-де-Чили и Мадридского университета Комплутенсе, членом почётного комитета Real Insituto de Estudios Europeos, почётным членом Филиппинской академии испанского языка. Как бизнесмен работал в туристических, авиационных, биотехнологических и банковских компаниях, является заместителем председателя Организации работодателей туризма Ибицы и Форментеры. Матутес является совладельцем Grupo de Empresas Matutes, корпоративного конгломерата из нескольких компаний, в том числе Fiesta и Palladium Hotel Group[3], а также долей в судоходных компаниях Trasmediterránea и Balearia.